# National League (Baseball)
Die National League ist, neben der American League, eine der beiden Ligen, aus denen sich die Major League Baseball zusammensetzt. Gegründet 1876, spielen derzeit fünfzehn Teams in drei Divisionen um den jährlich vergebenen Meistertitel. Der aktuelle Meister spielt dann seit 1903 in der World Series gegen den Sieger der American League (AL) den Weltmeistertitel aus.

## Geschichte und Teams
Die National League ist älter als die erst 1901 gestartete American League, sie wurde bereits am 2. Februar 1876 in New York gegründet. Die Gründungsmitglieder der Liga waren Mannschaften aus Chicago, St. Louis, Cincinnati, Louisville, New York, Philadelphia, Boston und Hartford.
Die Zahl der Teams hat sich mehrfach geändert, als 1899 eine Verkleinerung von zwölf auf acht Teams erfolgte, gab dies den entscheidenden Impuls zur Gründung der konkurrierenden American League. Alle zu dieser Zeit zugelassenen Teams sind auch heute noch Mitglied:
- Chicago Cubs,
- Cincinnati Reds,
- Philadelphia Phillies,
- Pittsburgh Pirates und
- St. Louis Cardinals

sind immer noch am gleichen Ort. Einen Umzug in den Westen erlebten
- die ursprünglichen Boston Beaneaters, später Boston Braves, zwischenzeitlich in Milwaukee, heute Atlanta Braves,
- die aus New York stammenden Brooklyn Superbas, später Brooklyn Dodgers, ab 1957 Los Angeles Dodgers, sowie
- als weiteres New Yorker Team die Giants, heute San Francisco Giants.

Verschiedene Erweiterungen führten zur Gründung von mittlerweile acht neuen Expansion Teams, in chronologischer Reihenfolge:
- Houston Astros (2013 Wechsel in die American League, um die Anzahl der Teams auszugleichen)
- New York Mets
- Washington Nationals (zeitweilig in Montreal, Canada, angesiedelt)
- San Diego Padres
- Colorado Rockies
- Florida Marlins (seit Ende 2011 Miami Marlins)
- Arizona Diamondbacks
- Milwaukee Brewers (1998 Wechsel von der American League, um in jeder Liga eine gerade Anzahl an Teams zu erhalten)

## Meisterschaften

### 1876 bis 1968
Ab der Gründung bis zum Jahr 1968 wurde der Titel im Ligaverfahren ermittelt; die Mannschaft mit der höchsten Quote (Zahl der Siege geteilt durch Zahl der Spiele) wurde Titelträger. Dieses Verfahren wurde gewählt, da angesichts der in der Vergangenheit häufig auftretenden Spielabbrüche oder Absagen (z. B. wegen Dunkelheit oder schlechter Witterung) die Mannschaften selten exakt gleich oft spielten. Bei gleicher Siegquote (Percentage, traditionell mit drei Stellen nach dem US-amerikanischen Dezimalpunkt ausgedrückt) entschied viermal eine Best-of-Three-Serie (1946, 1951, 1959 und 1962).
| Jahr | Meister                 | Titel Nr. | Record | PCT  | Manager                               |
| ---- | ----------------------- | --------- | ------ | ---- | ------------------------------------- |
| 1876 | Chicago White Stockings | 1         | 52-14  | .788 | Albert Spalding                       |
| 1877 | Boston Red Caps         | 1         | 42-18  | .700 | Harry Wright                          |
| 1878 | Boston Red Caps         | 2         | 41-19  | .683 | Harry Wright                          |
| 1879 | Providence Grays        | 1         | 59-25  | .702 | George Wright                         |
| 1880 | Chicago White Stockings | 2         | 67-17  | .798 | Cap Anson                             |
| 1881 | Chicago White Stockings | 3         | 56-28  | .667 | Cap Anson                             |
| 1882 | Chicago White Stockings | 4         | 55-29  | .655 | Cap Anson                             |
| 1883 | Boston Beaneaters       | 3         | 63-35  | .643 | Jack Burdock, John Morril             |
| 1884 | Providence Grays        | 2         | 94-28  | .750 | Frank Bancroft                        |
| 1885 | Chicago White Stockings | 5         | 67-25  | .777 | Cap Anson                             |
| 1886 | Chicago White Stockings | 6         | 90-34  | .726 | Cap Anson                             |
| 1887 | Detroit Wolverines      | 1         | 79-45  | .637 | Bill Watkins                          |
| 1888 | New York Giants         | 1         | 84-47  | .641 | Jim Mutrie                            |
| 1889 | New York Giants         | 2         | 83-43  | .659 | Jim Mutrie                            |
| 1890 | Brooklyn Bridegrooms    | 1         | 86-43  | .667 | Bill McGunnigle                       |
| 1891 | Boston Beaneaters       | 4         | 87-51  | .630 | Frank Selee                           |
| 1892 | Boston Beaneaters       | 5         | 102-48 | .680 | Frank Selee                           |
| 1893 | Boston Beaneaters       | 6         | 86-43  | .667 | Frank Selee                           |
| 1894 | Baltimore Orioles       | 1         | 89-39  | .695 | Ned Hanlon                            |
| 1895 | Baltimore Orioles       | 2         | 87-43  | .669 | Ned Hanlon                            |
| 1896 | Baltimore Orioles       | 3         | 90-39  | .698 | Ned Hanlon                            |
| 1897 | Boston Beaneaters       | 7         | 93-39  | .705 | Frank Selee                           |
| 1898 | Boston Beaneaters       | 8         | 102-47 | .685 | Frank Selee                           |
| 1899 | Brooklyn Superbas       | 2         | 101-47 | .682 | Ned Hanlon                            |
| 1900 | Brooklyn Superbas       | 3         | 82-54  | .603 | Ned Hanlon                            |
| 1901 | Pittsburgh Pirates      | 1         | 90-49  | .647 | Fred Clarke                           |
| 1902 | Pittsburgh Pirates      | 2         | 103-36 | .741 | Fred Clarke                           |
| 1903 | Pittsburgh Pirates      | 3         | 91-49  | .650 | Fred Clarke                           |
| 1904 | New York Giants         | 3         | 106-47 | .693 | John McGraw                           |
| 1905 | New York Giants         | 4         | 105-48 | .686 | John McGraw                           |
| 1906 | Chicago Cubs            | 7         | 116-38 | .763 | Frank Chance                          |
| 1907 | Chicago Cubs            | 8         | 107-45 | .704 | Frank Chance                          |
| 1908 | Chicago Cubs            | 9         | 99-55  | .643 | Frank Chance                          |
| 1909 | Pittsburgh Pirates      | 4         | 110-42 | .724 | Fred Clarke                           |
| 1910 | Chicago Cubs            | 10        | 104-50 | .675 | Frank Chance                          |
| 1911 | New York Giants         | 5         | 99-54  | .647 | John McGraw                           |
| 1912 | New York Giants         | 6         | 103-48 | .682 | John McGraw                           |
| 1913 | New York Giants         | 7         | 101-51 | .664 | John McGraw                           |
| 1914 | Boston Braves           | 9         | 94-59  | .614 | George Stallings                      |
| 1915 | Philadelphia Phillies   | 1         | 90-62  | .592 | Pat Moran                             |
| 1916 | Brooklyn Robins         | 4         | 94-60  | .610 | Wilbert Robinson                      |
| 1917 | New York Giants         | 8         | 98-56  | .638 | John McGraw                           |
| 1918 | Chicago Cubs            | 11        | 84-45  | .651 | Fred Mitchell                         |
| 1919 | Cincinnati Reds         | 1         | 96-44  | .686 | Pat Moran                             |
| 1920 | Brooklyn Robins         | 5         | 93-61  | .604 | Wilbert Robinson                      |
| 1921 | New York Giants         | 9         | 94-59  | .614 | John McGraw                           |
| 1922 | New York Giants         | 10        | 93-61  | .604 | John McGraw                           |
| 1923 | New York Giants         | 11        | 95-58  | .621 | John McGraw                           |
| 1924 | New York Giants         | 12        | 93-60  | .608 | John McGraw                           |
| 1925 | Pittsburgh Pirates      | 5         | 95-58  | .621 | Bill McKechnie                        |
| 1926 | St. Louis Cardinals     | 1         | 89-85  | .578 | Rogers Hornsby                        |
| 1927 | Pittsburgh Pirates      | 6         | 94-60  | .610 | Donie Bush                            |
| 1928 | St. Louis Cardinals     | 2         | 95-59  | .617 | Bill McKechnie                        |
| 1929 | Chicago Cubs            | 12        | 98-54  | .645 | Joe McCarthy                          |
| 1930 | St. Louis Cardinals     | 3         | 92-62  | .597 | Gabby Street                          |
| 1931 | St. Louis Cardinals     | 4         | 101-53 | .656 | Gabby Street                          |
| 1932 | Chicago Cubs            | 13        | 90-64  | .584 | R. Hornsby (53-44), C. Grimm (37-20)  |
| 1933 | New York Giants         | 13        | 91-61  | .599 | Bill Terry                            |
| 1934 | St. Louis Cardinals     | 5         | 95-58  | .621 | Frankie Frisch                        |
| 1935 | Chicago Cubs            | 14        | 100-54 | .649 | Charlie Grimm                         |
| 1936 | New York Giants         | 14        | 92-62  | .597 | Bill Terry                            |
| 1937 | New York Giants         | 15        | 85-57  | .625 | Bill Terry                            |
| 1938 | Chicago Cubs            | 15        | 89-83  | .588 | C. Grimm (45-36), G. Hartnett (44-27) |
| 1939 | Cincinnati Reds         | 2         | 97-57  | .630 | Bill McKechnie                        |
| 1940 | Cincinnati Reds         | 3         | 100-53 | .654 | Bill McKechnie                        |
| 1941 | Brooklyn Dodgers        | 6         | 100-54 | .649 | Leo Durocher                          |
| 1942 | St. Louis Cardinals     | 6         | 106-48 | .688 | Billy Southworth                      |
| 1943 | St. Louis Cardinals     | 7         | 105-49 | .682 | Billy Southworth                      |
| 1944 | St. Louis Cardinals     | 8         | 105-49 | .682 | Billy Southworth                      |
| 1945 | Chicago Cubs            | 16        | 98-68  | .636 | Charlie Grimm                         |
| 1946 | St. Louis Cardinals*    | 9         | 98-58  | .628 | Eddie Dyer                            |
| 1947 | Brooklyn Dodgers        | 7         | 94-60  | .610 | Sukeforth (1-0), Shotton (93-60)      |
| 1948 | Boston Braves           | 10        | 91-62  | .595 | Billy Southworth                      |
| 1949 | Brooklyn Dodgers        | 8         | 97-57  | .630 | Burt Shotton                          |
| 1950 | Philadelphia Phillies   | 2         | 91-63  | .591 | Eddie Sawyer                          |
| 1951 | New York Giants*        | 16        | 98-59  | .624 | Leo Durocher                          |
| 1952 | Brooklyn Dodgers        | 9         | 96-57  | .627 | Chuck Dressen                         |
| 1953 | Brooklyn Dodgers        | 10        | 105-49 | .682 | Chuck Dressen                         |
| 1954 | New York Giants         | 17        | 97-57  | .630 | Leo Durocher                          |
| 1955 | Brooklyn Dodgers        | 11        | 98-55  | .641 | Walt Alston                           |
| 1956 | Brooklyn Dodgers        | 12        | 93-61  | .604 | Walt Alston                           |
| 1957 | Milwaukee Braves        | 11        | 95-59  | .617 | Fred Haney                            |
| 1958 | Milwaukee Braves        | 12        | 92-62  | .597 | Fred Haney                            |
| 1959 | Los Angeles Dodgers*    | 13        | 88-68  | .564 | Watt Alston                           |
| 1960 | Pittsburgh Pirates      | 7         | 95-59  | .617 | Danny Murtaugh                        |
| 1961 | Cincinnati Reds         | 4         | 93-61  | .604 | Fred Hutchinson                       |
| 1962 | San Francisco Giants*   | 18        | 103-62 | .624 | Al Dark                               |
| 1963 | Los Angeles Dodgers     | 14        | 99-63  | .611 | Walt Alston                           |
| 1964 | St. Louis Cardinals     | 10        | 93-69  | .574 | Johnny Keane                          |
| 1965 | Los Angeles Dodgers     | 15        | 97-65  | .599 | Walt Alston                           |
| 1966 | Los Angeles Dodgers     | 16        | 95-67  | .586 | Walt Alston                           |
| 1967 | St. Louis Cardinals     | 11        | 101-60 | .627 | Red Schoendienst                      |
| 1968 | St. Louis Cardinals     | 12        | 97-65  | .599 | Red Schoendienst                      |

Anmerkungen:
- 1946 gewannen die Cardinals gegen Brooklyn die Playoffs mit 2-0
- 1951 gewannen die Giants gegen Brooklyn die Playoffs mit 2-1
- 1959 schlugen die Dodgers Milwaukee in den Playoffs mit 2-0
- 1962 gewannen die Giants gegen die Dodgers in den Playoffs mit 2-1

### 1969 bis heute
Ab 1969 wird die Meisterschaft in sog. Divisionen ausgetragen. Die nach geographischen Kriterien gewählten East- bzw. West-Division ermittelten bis 1993 jeweils einen Divisionssieger, die dann in der Championship Series den Meister der NL ausspielten.
Seit 1994 erfolgt der Spielbetrieb in drei Divisionen (East, Central und West). Die drei Divisionssieger und der beste Zweite (sog. Wild-Card) ermittelten bis 2021 dann über ein Halbfinale (Division Series) und Finale (Championship Series) den Titelträger. Seit 2022 hat sich der Austragungsmodus der Postseason geändert und besteht nun nicht mehr aus einem einzelnen Wild-Card-Spiel, sondern aus einer Wild-Card-Runde, der sich die Division- und Championship Series anschließen und die in der World Series enden. Zu den jeweiligen Ergebnissen vergleiche World Series.
| Jahr | Sieger NL                            | Titel                                | Verlierer NLCS                       | Ergebnis                             |
| ---- | ------------------------------------ | ------------------------------------ | ------------------------------------ | ------------------------------------ |
| 1969 | New York Mets                        | 1                                    | Atlanta Braves                       | 3–0                                  |
| 1970 | Cincinnati Reds                      | 5                                    | Pittsburgh Pirates                   | 3–0                                  |
| 1971 | Pittsburgh Pirates                   | 8                                    | San Francisco Giants                 | 3–1                                  |
| 1972 | Cincinnati Reds                      | 6                                    | Pittsburgh Pirates                   | 3–2                                  |
| 1973 | New York Mets                        | 2                                    | Cincinnati Reds                      | 3–2                                  |
| 1974 | Los Angeles Dodgers                  | 17                                   | Pittsburgh Pirates                   | 3–1                                  |
| 1975 | Cincinnati Reds                      | 7                                    | Pittsburgh Pirates                   | 3–0                                  |
| 1976 | Cincinnati Reds                      | 8                                    | Philadelphia Phillies                | 3–0                                  |
| 1977 | Los Angeles Dodgers                  | 18                                   | Philadelphia Phillies                | 3–1                                  |
| 1978 | Los Angeles Dodgers                  | 19                                   | Philadelphia Phillies                | 3–1                                  |
| 1979 | Pittsburgh Pirates                   | 9                                    | Cincinnati Reds                      | 3–0                                  |
| 1980 | Philadelphia Phillies                | 3                                    | Houston Astros                       | 3–2                                  |
| 1981 | Los Angeles Dodgers                  | 20                                   | Montreal Expos                       | 3–2                                  |
| 1982 | St. Louis Cardinals                  | 13                                   | Atlanta Braves                       | 3–0                                  |
| 1983 | Philadelphia Phillies                | 4                                    | Los Angeles Dodgers                  | 3–1                                  |
| 1984 | San Diego Padres                     | 1                                    | Chicago Cubs                         | 3–2                                  |
| 1985 | St. Louis Cardinals                  | 14                                   | Los Angeles Dodgers                  | 4–2                                  |
| 1986 | New York Mets                        | 3                                    | Houston Astros                       | 4–2                                  |
| 1987 | St. Louis Cardinals                  | 15                                   | San Francisco Giants                 | 4–3                                  |
| 1988 | Los Angeles Dodgers                  | 21                                   | New York Mets                        | 4–3                                  |
| 1989 | San Francisco Giants                 | 19                                   | Chicago Cubs                         | 4–1                                  |
| 1990 | Cincinnati Reds                      | 9                                    | Pittsburgh Pirates                   | 4–2                                  |
| 1991 | Atlanta Braves                       | 13                                   | Pittsburgh Pirates                   | 4–3                                  |
| 1992 | Atlanta Braves                       | 14                                   | Pittsburgh Pirates                   | 4–3                                  |
| 1993 | Philadelphia Phillies                | 5                                    | Atlanta Braves                       | 4–2                                  |
| 1994 | nach Spielerstreik nicht ausgetragen | nach Spielerstreik nicht ausgetragen | nach Spielerstreik nicht ausgetragen | nach Spielerstreik nicht ausgetragen |
| 1995 | Atlanta Braves                       | 15                                   | Cincinnati Reds                      | 4–0                                  |
| 1996 | Atlanta Braves                       | 16                                   | St. Louis Cardinals                  | 4–3                                  |
| 1997 | Florida Marlins*                     | 1                                    | Atlanta Braves                       | 4–2                                  |
| 1998 | San Diego Padres                     | 2                                    | Atlanta Braves                       | 4–2                                  |
| 1999 | Atlanta Braves                       | 17                                   | New York Mets*                       | 4–2                                  |
| 2000 | New York Mets*                       | 4                                    | St. Louis Cardinals                  | 4–1                                  |
| 2001 | Arizona Diamondbacks                 | 1                                    | Atlanta Braves                       | 4–1                                  |
| 2002 | San Francisco Giants*                | 20                                   | St. Louis Cardinals                  | 4–1                                  |
| 2003 | Florida Marlins*                     | 2                                    | Chicago Cubs                         | 4–3                                  |
| 2004 | St. Louis Cardinals                  | 16                                   | Houston Astros*                      | 4–3                                  |
| 2005 | Houston Astros*                      | 1                                    | St. Louis Cardinals                  | 4–2                                  |
| 2006 | St. Louis Cardinals                  | 17                                   | New York Mets                        | 4–3                                  |
| 2007 | Colorado Rockies*                    | 1                                    | Arizona Diamondbacks                 | 4–0                                  |
| 2008 | Philadelphia Phillies                | 6                                    | Los Angeles Dodgers                  | 4–1                                  |
| 2009 | Philadelphia Phillies                | 7                                    | Los Angeles Dodgers                  | 4–1                                  |
| 2010 | San Francisco Giants                 | 21                                   | Philadelphia Phillies                | 4–2                                  |
| 2011 | St. Louis Cardinals*                 | 18                                   | Milwaukee Brewers                    | 4–2                                  |
| 2012 | San Francisco Giants                 | 22                                   | St. Louis Cardinals*                 | 4–3                                  |
| 2013 | St. Louis Cardinals                  | 19                                   | Los Angeles Dodgers                  | 4–2                                  |
| 2014 | San Francisco Giants*                | 23                                   | St. Louis Cardinals                  | 4–1                                  |
| 2015 | New York Mets                        | 5                                    | Chicago Cubs                         | 4–0                                  |
| 2016 | Chicago Cubs                         | 17                                   | Los Angeles Dodgers                  | 4–2                                  |
| 2017 | Los Angeles Dodgers                  | 22                                   | Chicago Cubs                         | 4–1                                  |
| 2018 | Los Angeles Dodgers                  | 23                                   | Milwaukee Brewers                    | 4–3                                  |
| 2019 | Washington Nationals*                | 1                                    | St. Louis Cardinals                  | 4–0                                  |
| 2020 | Los Angeles Dodgers                  | 24                                   | Atlanta Braves                       | 4–3                                  |
| 2021 | Atlanta Braves                       | 18                                   | Los Angeles Dodgers                  | 4–3                                  |
| 2022 | Philadelphia Phillies                | 8                                    | San Diego Padres                     | 4–1                                  |
| 2023 | Arizona Diamondbacks*                | 2                                    | Philadelphia Phillies*               | 4–3                                  |
| 2024 | Los Angeles Dodgers                  | 25                                   | New York Mets*                       | 4–2                                  |

Anmerkung:
- Sieger der Wild-Card

## Spielbetrieb
Die National League ist seit 1994 in drei Divisionen (geographisch nach East, Central und West) unterteilt. Die bislang letzte Zuordnungsänderung wurde 1998 durch die Neuaufnahme von zwei Teams in die MLB notwendig. Die Arizona Diamondbacks kamen neu in die NL West, gleichzeitig wechselten die Milwaukee Brewers aus der American League in die NL Central, um in der AL Platz für die damaligen Tampa Bay Devil Rays zu schaffen. Der Umzug der Montreal Expos nach Washington (heutige Nationals) wurde vor der Saison 2005 und der Umzug der Houston Astros in die AL West zur Saison 2013 vollzogen.
Die nachfolgenden Übersichten zeigen die Platzierungen der Teams seit 1998.

### Eastern Division
- Atlanta Braves
- Miami Marlins (bis 2011 Florida Marlins)
- New York Mets
- Philadelphia Phillies
- Washington Nationals (bis 2004 Montreal Expos)

| National League East 1998–2024 | National League East 1998–2024 | National League East 1998–2024 | National League East 1998–2024 | National League East 1998–2024 | National League East 1998–2024 |
| Jahr                           | 1.                             | 2.                             | 3.                             | 4.                             | 5.                             |
| ------------------------------ | ------------------------------ | ------------------------------ | ------------------------------ | ------------------------------ | ------------------------------ |
| 1998                           | ATL                            | NYM                            | PHI                            | MON                            | FLO                            |
| 1999                           | ATL                            | NYM                            | PHI                            | MON                            | FLO                            |
| 2000                           | ATL                            | NYM                            | FLO                            | MON                            | PHI                            |
| 2001                           | ATL                            | PHI                            | NYM                            | FLO                            | MON                            |
| 2002                           | ATL                            | MON                            | PHI                            | FLO                            | NYM                            |
| 2003                           | ATL                            | FLO                            | PHI                            | MON                            | NYM                            |
| 2004                           | ATL                            | PHI                            | FLO                            | NYM                            | MON                            |
| 2005                           | ATL                            | PHI                            | FLO                            | NYM                            | WAS                            |
| 2006                           | NYM                            | PHI                            | ATL                            | FLO                            | WAS                            |
| 2007                           | PHI                            | NYM                            | ATL                            | WAS                            | FLO                            |
| 2008                           | PHI                            | NYM                            | FLO                            | ATL                            | WAS                            |
| 2009                           | PHI                            | FLO                            | ATL                            | NYM                            | WAS                            |
| 2010                           | PHI                            | ATL                            | FLO                            | NYM                            | WAS                            |
| 2011                           | PHI                            | ATL                            | WAS                            | NYM                            | FLO                            |
| 2012                           | WAS                            | ATL                            | PHI                            | NYM                            | MIA                            |
| 2013                           | ATL                            | WAS                            | NYM                            | PHI                            | MIA                            |
| 2014                           | WAS                            | ATL                            | NYM                            | MIA                            | PHI                            |
| 2015                           | NYM                            | WAS                            | MIA                            | ATL                            | PHI                            |
| 2016                           | WAS                            | NYM                            | MIA                            | PHI                            | ATL                            |
| 2017                           | WAS                            | MIA                            | ATL                            | NYM                            | PHI                            |
| 2018                           | ATL                            | WAS                            | PHI                            | NYM                            | MIA                            |
| 2019                           | ATL                            | WAS                            | NYM                            | PHI                            | MIA                            |
| 2020                           | ATL                            | MIA                            | PHI                            | NYM                            | WAS                            |
| 2021                           | ATL                            | PHI                            | NYM                            | MIA                            | WAS                            |
| 2022                           | ATL                            | NYM                            | PHI                            | MIA                            | WAS                            |
| 2023                           | ATL                            | PHI                            | MIA                            | NYM                            | WAS                            |
| 2024                           | PHI                            | ATL                            | NYM                            | WAS                            | MIA                            |

### Central Division
- Chicago Cubs
- Cincinnati Reds
- Houston Astros (bis 2012, Wechsel zur American League)
- Milwaukee Brewers
- Pittsburgh Pirates
- St. Louis Cardinals

| National League Central 1998–2024 | National League Central 1998–2024 | National League Central 1998–2024 | National League Central 1998–2024 | National League Central 1998–2024 | National League Central 1998–2024 | National League Central 1998–2024 |
| Jahr                              | 1.                                | 2.                                | 3.                                | 4.                                | 5.                                | 6.                                |
| --------------------------------- | --------------------------------- | --------------------------------- | --------------------------------- | --------------------------------- | --------------------------------- | --------------------------------- |
| 1998                              | HOU                               | CHC                               | STL                               | CIN                               | MIL                               | PIT                               |
| 1999                              | HOU                               | CIN                               | PIT                               | STL                               | MIL                               | CHC                               |
| 2000                              | STL                               | CIN                               | MIL                               | HOU                               | PIT                               | CHC                               |
| 2001                              | HOU                               | STL                               | CHC                               | MIL                               | CIN                               | PIT                               |
| 2002                              | STL                               | HOU                               | CIN                               | PIT                               | CHC                               | MIL                               |
| 2003                              | CHC                               | HOU                               | STL                               | PIT                               | CIN                               | MIL                               |
| 2004                              | STL                               | HOU                               | CHC                               | CIN                               | LAA                               | MIL                               |
| 2005                              | STL                               | HOU                               | MIL                               | CHC                               | CIN                               | PIT                               |
| 2006                              | COL                               | HOU                               | CIN                               | MIL                               | PIT                               | BAL                               |
| 2007                              | CHC                               | MIL                               | STL                               | HOU                               | CIN                               | PIT                               |
| 2008                              | CHC                               | MIL                               | HOU                               | STL                               | CIN                               | PIT                               |
| 2009                              | STL                               | CHC                               | MIL                               | CIN                               | HOU                               | PIT                               |
| 2010                              | CIN                               | STL                               | MIL                               | HOU                               | CHC                               | PIT                               |
| 2011                              | MIL                               | STL                               | CIN                               | PIT                               | CHC                               | HOU                               |
| 2012                              | CIN                               | STL                               | MIL                               | PIT                               | CHC                               | HOU                               |
| 2013                              | STL                               | PIT                               | CIN                               | MIL                               | CHC                               |                                   |
| 2014                              | STL                               | PIT                               | MIL                               | CIN                               | CHC                               |                                   |
| 2015                              | STL                               | PIT                               | CHC                               | MIL                               | CIN                               |                                   |
| 2016                              | CHC                               | STL                               | PIT                               | MIL                               | CIN                               |                                   |
| 2017                              | CHC                               | MIL                               | STL                               | PIT                               | SD                                |                                   |
| 2018                              | MIL                               | CHC                               | STL                               | PIT                               | CIN                               |                                   |
| 2019                              | STL                               | MIL                               | CHC                               | CIN                               | PIT                               |                                   |
| 2020                              | CHC                               | STL                               | CIN                               | MIL                               | PIT                               |                                   |
| 2021                              | MIL                               | STL                               | CIN                               | CHC                               | PIT                               |                                   |
| 2022                              | STL                               | MIL                               | CHC                               | CIN                               | PIT                               |                                   |
| 2023                              | MIL                               | CHC                               | CIN                               | PIT                               | STL                               |                                   |
| 2024                              | MIL                               | CHC                               | STL                               | CIN                               | PIT                               |                                   |

### Western Division
- Arizona Diamondbacks
- Colorado Rockies
- Los Angeles Dodgers
- San Diego Padres
- San Francisco Giants

| National League West 1998–2024 | National League West 1998–2024 | National League West 1998–2024 | National League West 1998–2024 | National League West 1998–2024 | National League West 1998–2024 |
| Jahr                           | 1.                             | 2.                             | 3.                             | 4.                             | 5.                             |
| ------------------------------ | ------------------------------ | ------------------------------ | ------------------------------ | ------------------------------ | ------------------------------ |
| 1998                           | SD                             | SF                             | LAD                            | COL                            | ARI                            |
| 1999                           | ARI                            | SF                             | LAD                            | SD                             | COL                            |
| 2000                           | SF                             | LAD                            | ARI                            | COL                            | SD                             |
| 2001                           | ARI                            | SF                             | LAD                            | SD                             | COL                            |
| 2002                           | ARI                            | SF                             | LAD                            | COL                            | SD                             |
| 2003                           | SF                             | LAD                            | ARI                            | COL                            | SD                             |
| 2004                           | LAD                            | SF                             | SD                             | COL                            | ARI                            |
| 2005                           | SD                             | ARI                            | SF                             | LAD                            | COL                            |
| 2006                           | LAD                            | SD                             | SF                             | ARI                            | COL                            |
| 2007                           | ARI                            | COL                            | SD                             | LAD                            | SF                             |
| 2008                           | LAD                            | ARI                            | COL                            | SF                             | SD                             |
| 2009                           | LAD                            | COL                            | SF                             | SD                             | ARI                            |
| 2010                           | SF                             | SD                             | COL                            | LAD                            | ARI                            |
| 2011                           | ARI                            | SF                             | LAD                            | COL                            | SD                             |
| 2012                           | SF                             | LAD                            | ARI                            | SD                             | COL                            |
| 2013                           | LAD                            | ARI                            | SD                             | SF                             | COL                            |
| 2014                           | LAD                            | SF                             | SD                             | COL                            | ARI                            |
| 2015                           | LAD                            | SF                             | ARI                            | SD                             | COL                            |
| 2016                           | LAD                            | SF                             | COL                            | SD                             | ARI                            |
| 2017                           | LAD                            | ARI                            | COL                            | SD                             | SF                             |
| 2018                           | LAD                            | COL                            | ARI                            | SF                             | SD                             |
| 2019                           | LAD                            | ARI                            | SF                             | COL                            | SD                             |
| 2020                           | LAD                            | SD                             | SF                             | COL                            | ARI                            |
| 2021                           | SF                             | LAD                            | SD                             | COL                            | ARI                            |
| 2022                           | LAD                            | SD                             | SF                             | ARI                            | COL                            |
| 2023                           | LAD                            | ARI                            | SD                             | SF                             | COL                            |
| 2024                           | LAD                            | SD                             | ARI                            | SF                             | COL                            |

## Regeln
In der National League war der Einsatz eines Designated Hitters, der 1973 in der American League eingeführt wurde, bis zur Saison 2020 nicht erlaubt. In der wegen COVID-19 verkürzten Saison wurde eine Ausnahme gemacht. Mit der Saison 2022 führte die National League nach Verhandlungen zwischen den Eigentümern und der Spielergewerkschaft dauerhaft den Einsatz des Designated Hitters ein.